# Putování Karla Velikého do Jeruzaléma a Konstantinopole
Putování Karla Velikého do Jeruzaléma a Konstantinopole (Le Pèlerinage Charlemagne a Jérusalem et a Constantinople) je francouzský středověký hrdinský epos, jeden z tzv. chansons de geste, patřící do Královského (karolínského) cyklu. Píseň je z počátku 12. století, je to nejkratší epos cyklu a jde o první dochovanou píseň složenou v alexandrínech. Nezakládá se na žádné historické události a vykazuje burleskní až parodické prvky. Inspirací k části písně byla zřejmě legenda o původu ostatků Božího umučení v katedrále Saint-Denis (Katedrála svatého Diviše).
Často se tato klerikální parodie považuje za důkaz nepřízně církve k hrdinskému eposu. Romanista Gaston Paris však v této písni spatřuje nejstarší doklad posměvačné kritičnosti měšťanstva, protože transponuje do komického slohu i legendu o původu ostatků v Saint-Denis.

## Obsah písně
Podnětem k výpravě byla uražená ješitnost Karla Velikého, když mu jeho choť lehkovážně řekla, že byzantskému císaři Hugonovi sluší koruna a meč více než jemu. Císař se chce o tom na vlastní oči přesvědčit a hrozí manželce smrtí, pokud to nebude pravda. Vydá se proto v poutnickém rouchu a v průvodu svých dvanácti paladinů na cestu.
Nejprve zamíří do Jeruzaléma k Božímu hrobu, kde si jej jakýsi Žid splete s Ježíšem a jeho paladiny s apoštoly a zděšen to oznámí patriarchovi. Když patriarcha s procesím kněží přispěchá, Karel se mu dá poznat. Za to jej patriarcha obdaří přídomkem Veliký a daruje mu ostatky Božího umučení, které císař Karel po svém návratu do Francie uloží v katedrále Saint-Denis.
Po příchodu do Konstantinopole je císař Hugon slavnostně přivítá, pozve do svého kouzelného paláce a uspořádá zde hostinu. Po jejím skončení odvede Hugon své hosty rozjařené vínem do ložnice. Zde jeho zvěd, ukrytý v pilíři, vyslechne vychloubačné řeči Francouzů týkajících se jejich výkonů mužské zdatnosti. Hugon pak žádá pod trestem smrti jejich splnění. Francouzi jsou naštěstí pod ochranou ostatků Božího umučení a když se kají, zjeví se jim anděl a přislíbí jim ve zkoušce pomoc, takže pro ně zázračně vše dobře dopadne. Když se pak oba císaři objeví ve slavnostním úboru, uznají Francouzi, že císařovna neprávem považovala Hugona za majestátnějšího, což jí Karel po svém návratu velkodušně odpustí.